# Albin Mazon
Pour les articles homonymes, voir Mazon.
Albin Mazon (24 octobre 1828 à Largentière - 29 février 1908  à Paris) est un journaliste et un historien français. Il a publié sous le pseudonyme de Docteur Francus.

## Biographie
Son père étant médecin, Albin Mazon a commencé des études de médecine à Paris. Mais en 1851, le docteur Victorin Mazon, républicain convaincu, doit s'exiler avec sa famille, dans les États de Savoie, appartenant alors au royaume de Sardaigne.
Il renonce alors à ses études de médecine et devient journaliste, d'abord à Chambéry, puis à Nice où il est rédacteur de l'Avenir de Nice et dont il est expulsé par le gouvernement italien en 1861, enfin à Paris, comme directeur du télégraphe à l'agence Havas.
À sa retraite, en 1890, il se consacre à l'histoire de son pays natal, le Vivarais, devenu le département de l'Ardèche, écrivant de nombreux livres sur Privas, Aubenas, Tournon, Laurac-en-Vivarais, Uzer, Largentière…
Mais il est surtout connu sous le pseudonyme de Docteur Francus, au travers de livres de "Voyages…" 
L’Académie française lui décerne le prix Thérouanne en 1905 pour ses Notes et documents sur les huguenots du Vivarais.
Mort en 1908, il est enterré au cimetière de Privas. Il est le père de l'helléniste Paul Mazon et le Slaviste André Mazon.
Ses archives constituent le fonds Albin Mazon aux archives départementales de l'Ardèche, sous la cote 52J 1-265, 15 ml de documentation, de 1184 au XXe siècle.

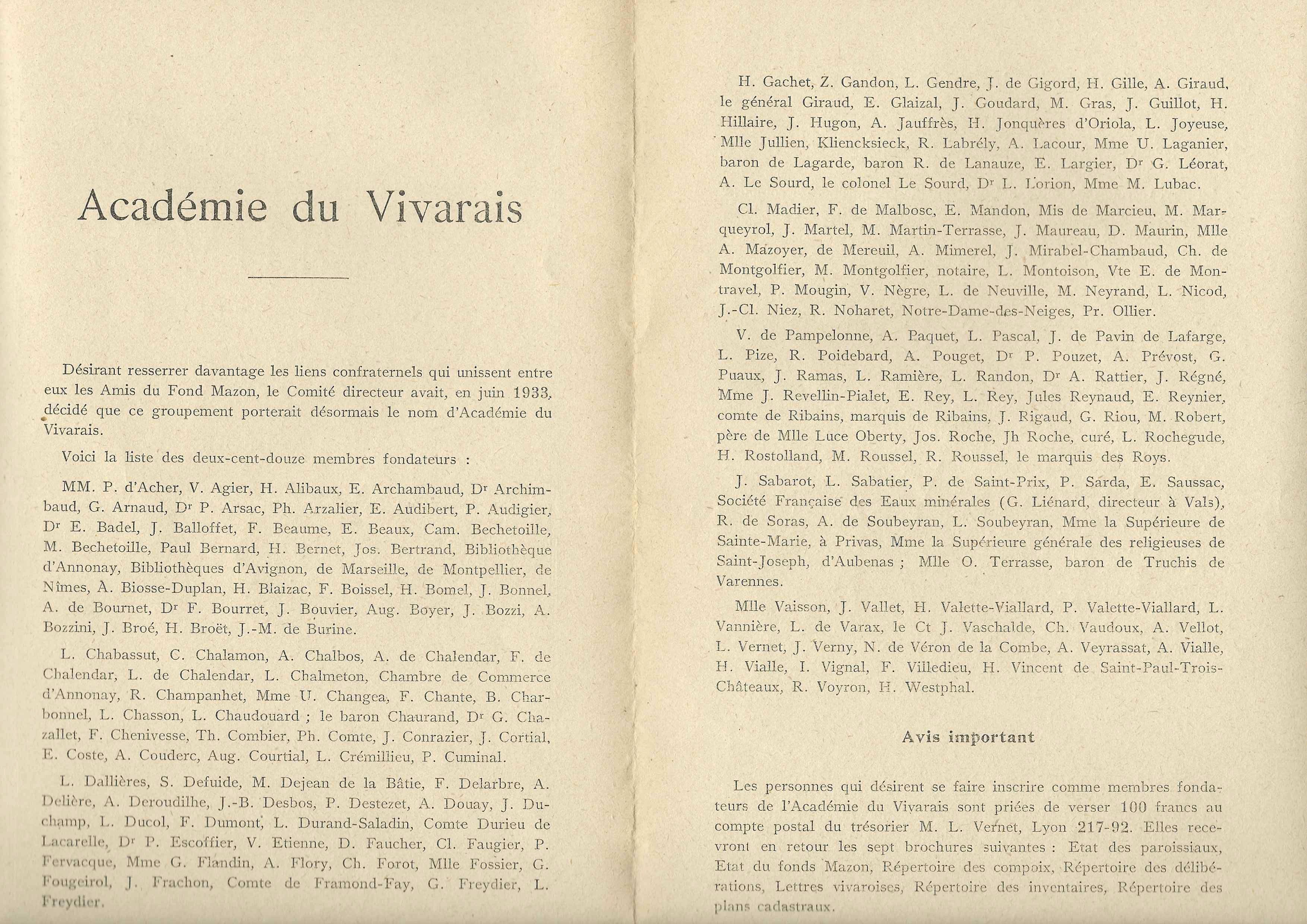
Académie du Vivarais

Au début du XXe siècle, ce fonds est mis en valeur par la création d'une "Académie du Vivarais".

## Publications
- 1863 : Le vieux musicien (lire en ligne)
- 1868 : Une esquisse d'anatomie politique (lire en ligne)
- 1875 : Un roman à Vals (lire en ligne)
- 1877 : La vérité sur les commissions mixtes (lire en ligne)
- 1878 : Voyage aux pays volcaniques du Vivarais (scan en ligne) (lire en ligne)
- 1879 : Voyage autour de Valgorge
- 1882 : Voyage autour de Privas (scan en ligne) (lire en ligne)
- 1884 : Voyage dans le midi de l'Ardèche (lire en ligne)
- 1885 : Voyage à pied, à bateau, en voiture et à cheval le long de la rivière d'Ardèche (scan en ligne)(lire en ligne)
- 1885 : Voyage au pays Helvien (scan en ligne) (lire en ligne)
- 1886 : Voyage au Bourg-Saint-Andéol
- 1888 : Voyage autour de Crussol (lire en ligne)
- 1888 : Les muletiers du Vivarais et du Velay (lire en ligne)
- 1889 : Essai historique sur le Vivarais pendant la guerre de cent ans (1337-1453) (lire en ligne)
- 1890 : Voyage humoristique, politique et philosophique au Mont Pilat (scan en ligne) (lire en ligne)
- 1891 : Quelques notes sur l'origine des églises du Vivarais, d'après d'anciens cartulaires et d'autres documents. Tome 1.
- 1892 : Les muletiers du Vivarais, du Velay & du Gévaudan (édition revue, corrigée et augmentée de Les muletiers du Vivarais et du Velay) (lire en ligne)
- 1893 : Quelques notes sur l'origine des églises du Vivarais, d'après d'anciens cartulaires et d'autres documents. Tome 2.
- 1894 : Voyage fantaisiste et sérieux à travers l'Ardèche et la Haute-Loire (lire en ligne)
- 1894 : Chronique religieuse du vieil Aubenas (lire en ligne)
- 1897 : Notice historique sur l'ancienne paroisse de Jaujac : Jaujac, La Souche, Prades, St-Cirgues-de-Prades (lire en ligne)
- 1897 : Notice sur Vinezac (lire en ligne)
- 1901 : Voyage autour d'Annonay
- 1901 : Comment je suis arrivé à croire : confession d'un incroyant (lire en ligne)
- 1902 : Voyage au pays des Boutières (lire en ligne)
- 1903 : Famille Serret : encyclopédie de l'Ardèche (lire en ligne)
- 1904 : Histoire de Largentière (lire en ligne)
- 1905 : Voyage humoristique dans le Haut Vivarais